# The Severed Hand
 (octobre 2024).
The Severed Hand est un film muet américain sorti en 1916.

## Fiche technique
- Réalisation :
- Scénario :
- Date de sortie : 
  - États-Unis : 1916

## Distribution
- William V. Mong
- Edward Sloman